# Сайда (вид риб)
Сайда (лат. Pollachius virens) — зграйна пелагічна риба родини тріскових (лат. Gadidae).

## Опис
Тіло у сайди видовжене з трьома спинними і двома анальними плавцями. Відмінною особливістю зовнішнього вигляду сайди від інших представників цієї ж родини є наявність на тулубі бокової лінії. Це світла смуга, яка рельєфно простежується вздовж всього тіла. Забарвлення голови та спини чорнувате. Воно переходить через боки до черева в сріблясто-білий колір. Дорослі особини мають дещо випнуту вперед нижню щелепу. Підборідний вусик дуже короткий.
Тривалість життя сайди становить 30 років. Довжина тіла від 60 до 90 см інколи сягає 1 м 20 см при вазі до 17 кілограмів. Найбільшу в світі рибину вагою 22,3 кг, виловлено в Салстреумені в північній Норвегії.

## Поширення
Сайда поширена по всій Північній Атлантиці від Гренландії до Нью-Йорка, в північній частині Північного моря біля берегів Норвегії та Ісландії, інколи, але рідко, зустрічається в Балтійському морі. Сайда сильно мігрує, навесні заходить далеко на північ, а восени — на південь. Риба тримається поблизу узбережжя та у відкритому морі на глибині до 250 м.

## Спосіб життя
Основним джерелом живлення для молодняка є ракоподібні та риб'яча ікра. Дорослі особини харчуються дрібними зграйними рибами: шпротами, оселедцями, мойвою, піщанкою. Полює сайда великими зграями. Оточуючи здобич зусібіч створює сильний шум.
Нерест сайди проходить по всьому ареалу з січня до червня залежно від місця. В кінці березня, іноді на початку квітня, самиці мігрують на нерест в Каттегат — протоку між південно-західною частиною Скандинавського півострова і східним узбережжям півострова Ютландія, яка з'єднує Північне та Балтійське моря. Викидання ікри відбувається на глибині до 200 метрів над м'якими ґрунтами при температурі 8–10 °С і солоності води близько 35 ‰. Одна особина жіночої статі здатна відкласти від 5 до 8 млн ікринок діаметром до 1 мм. Через два тижні прокльовується личинки довжиною до 3,5 мм, які потім інтенсивно розносяться течіями на сотні кілометрів від місць нересту.